# Theodor Paur
Theodor Paur (* 2. Mai 1815 in Neiße; † 14. August 1892 in Sellin auf Rügen) war ein deutscher Lehrer, Historiker, Philologe und Parlamentsabgeordneter.

## Leben
Er studierte Geschichte in Breslau, wo er 1842 mit einer Dissertation über Johannes Sleidanus promoviert wurde. 1843 erhielt er eine Anstellung als Oberlehrer in Neiße, 1846 wurde er jedoch aus politischen Gründen suspendiert. 1848 nahm er als Abgeordneter seiner Vaterstadt an der Frankfurter Nationalversammlung in der Paulskirche teil und wurde Mitglied der Commission für das Unterrichts- und Volkserziehungswesen (eingerichtet am 7. Juli 1848), im selben Jahr wurde auch seine Suspendierung wieder aufgehoben. In der Folgezeit wirkte er am Lehrerseminar in Breslau und war von 1862 bis 1879 Mitglied des Landtages für den Görlitzer Wahlkreis sowie Stadtverordneter.
Paur publizierte zahlreiche historische und literarhistorische Arbeiten. Einen Namen machte er sich besonders durch seine fünfbändige Ausgabe der Werke seines Freundes Friedrich von Sallet und durch seine Beiträge zur Danteforschung, in der er nach dem Tod Carl Wittes und Ludwig Gottfried Blancs als einer der herausragenden deutschen Vertreter galt. 1858 wurde er Ehrenmitglied der Oberlausitzischen Gesellschaft der Wissenschaften, in der er dann von 1860 bis 1890 als Vizepräsident amtierte, für die er den Nachlass Leopold Schefers sicherte (dessen „Homers Apotheose“ er 1858 herausgegeben hatte) und der er eine bedeutende Sammlung von Ausgaben zu Dante und zu dessen italienischen Zeitgenossen übereignete.

## Schriften
- Über die Quellen zur Lebensgeschichte Dantes, Heyn’sche Buchhandlung (E. Remer), Leipzig 1862; archive.org.
- Briefe aus der Paulskirche. 1848/49. Für die Literaturarchiv–Gesellschaft in Berlin herausgegeben. Für die Herausgabe verantwortlich Heinrich Meisner. Berlin, 1919. (= Mitteilungen aus dem Literaturarchive in Berlin. N.F. 16.)